# Horní Černá Studnice
Horní Černá Studnice je vesnice, část obce Nová Ves nad Nisou v okrese Jablonec nad Nisou. Nachází se asi 1,5 kilometru jižně od Nové Vsi nad Nisou. Horní Černá Studnice leží v katastrálním území Nová Ves nad Nisou o výměře 4,71 km².

## Historie
První písemná zmínka o vesnici pochází z roku 1638.

## Pamětihodnosti
- Kaplička
- Pomník obětem první světové války